# Palacio papal de Sorgues
El palacio papal de Sorgues fue la primera residencia papal construida para el papado de Aviñón en el siglo XIV. Su construcción precede en 18 años al palacio papal y fue ordenada por Juan XXII, en el Condado Venaissin. Este lujoso palacio sirvió de modelo para la construcción de las residencias cardenalicias de Aviñón. Durante las guerras de religión en Francia, sufrió el ataque de los hugonotes, comandados por François de Beaumont en agosto de 1562. En la actualidad solo quedan sus ruinas porque el edificio fue desmantelado durante la revolución francesa para usar sus materiales en la construcción del municipio de Sorgues.